# Gymnosoma clavata
Gymnosoma clavata är en tvåvingeart som först beskrevs av Boris Borisovitsch Rohdendorf 1947.  Gymnosoma clavata ingår i släktet Gymnosoma och familjen parasitflugor. Inga underarter finns listade i Catalogue of Life.